# Арчелита (округ)
Арчели́та (англ. Archuleta County) — округ в штате Колорадо, США. Официально образован в 1885 году. По состоянию на 2010 год, численность населения составляла 12 084 человека.

## География
По данным Бюро переписи США, общая площадь округа равняется 3 512,044 км2, из которых 3 496,503 км2 суша и 13,727 км2 или 0,400 % это водоёмы.

## Население
По данным переписи населения 2000 года в округе проживает 9 898 жителей в составе 3 980 домашних хозяйств и 2 873 семей. Плотность населения составляет 3,00 человека на км2. На территории округа насчитывается 6 212 жилых строений, при плотности застройки около 2,00-х строений на км2. Расовый состав населения: белые — 88,33 %, афроамериканцы — 0,35 %, коренные американцы (индейцы) — 1,40 %, азиаты — 0,31 %, гавайцы — 0,03 %, представители других рас — 6,97 %, представители двух или более рас — 2,60 %. Испаноязычные составляли 16,76 % населения независимо от расы.
В составе 31,60 % из общего числа домашних хозяйств проживают дети в возрасте до 18 лет, 59,80 % домашних хозяйств представляют собой супружеские пары проживающие вместе, 8,20 % домашних хозяйств представляют собой одиноких женщин без супруга, 27,80 % домашних хозяйств не имеют отношения к семьям, 22,10 % домашних хозяйств состоят из одного человека, 6,00 % домашних хозяйств состоят из престарелых (65 лет и старше), проживающих в одиночестве. Средний размер домашнего хозяйства составляет 2,47 человека, и средний размер семьи 2,89 человека.
Возрастной состав округа: 25,30 % моложе 18 лет, 6,30 % от 18 до 24, 26,10 % от 25 до 44, 30,40 % от 45 до 64 и 30,40 % от 65 и старше. Средний возраст жителя округа 41 лет. На каждые 100 женщин приходится 102,70 мужчин. На каждые 100 женщин старше 18 лет приходится 99,50 мужчин.
Средний доход на домохозяйство в округе составлял 37 901 USD, на семью — 43 259 USD. Среднестатистический заработок мужчины был 29 521 USD против 21 851 USD для женщины. Доход на душу населения составлял 21 683 USD. Около 9,00 % семей и 11,70 % общего населения находились ниже черты бедности, в том числе — 13,00 % молодёжи (тех, кому ещё не исполнилось 18 лет) и 6,60 % тех, кому было уже больше 65 лет.